# Щ-106
«Щ-106» — советская дизель-электрическая торпедная подводная лодка времён Второй мировой войны, принадлежит к серии V проекта Щ — «Щука».

## История корабля
Лодка была заложена 27 марта 1932 года на заводе № 190 «Северная верфь» в Ленинграде, в том же году была доставлена в разобранном виде на завод № 202 «Дальзавод» во Владивостоке для сборки и достройки, спущена на воду в мае 1933 года. 6 ноября 1933 года лодка вошла в состав Морских Сил Дальнего Востока под обозначением Щ-22.

### Служба
- 7 декабря 1933 года получила имя «Судак».
- 15 сентября 1934 года получила обозначение «Щ-106».
- В годы Второй мировой войны в боевых действиях не участвовала.
- C 5 ноября 1945 года использовалась в учебных целях.
- 10 июня 1949 года переименована в «С-106».
- 27 декабря 1956 года исключена из состава флота, в дальнейшем переоборудована в учебно-тренировочную станцию по борьбе за живучесть, получила обозначение «УТС-42», была установлена в бухте Крашенинникова на Камчатке.

Описание дальнейшей судьбы лодки в различных источниках отличается. По одним данным в 1970-х годах лодка была исключена из списка судов и разделана на металл. По другим данным в 1997 году лодка всё ещё числилась в списках судов и использовалась в качестве УТС, сохранившись там по сей день .

## Командиры лодки
- 1933 — … — А. М. Стеценко
- … — 1935 — … — Ф. С. Маглич
- август 1938 – ноябрь 1939 — И. И. Гаркуша
- … — август 1945 — … — К. И. Назаревский

## Сноски и источники
1. ↑  submarines.narod.ru// Щ-106. Дата обращения: 8 февраля 2008. Архивировано 2 сентября 2009 года.
2. ↑  www.deepstorm.ru// Щ-106. Дата обращения: 8 февраля 2008. Архивировано 30 апреля 2013 года.
3. ↑  Морозов М. Э., Кулагин К. Л. «Щуки». Легенды Советского подводного флота. — М.: Яуза, Эксмо, 2008. — С. 161. — 176 с. — (Арсенал коллекция). — ISBN 978-5-699-25285-5.